# Carlos Alberto de Carli
Carlos Alberto de Carli (Campinas, 8 de maio de 1941) é um empresário e político brasileiro, que fez carreira no Amazonas, estado pelo qual foi deputado federal e senador.

## Dados biográficos
Filho de Carlos de Carli Filho e Dalva Santos de Carli. Bacharel em Administração de Empresas pela Fundação Getúlio Vargas em 1961. Em São Paulo foi diretor industrial da Sissatex (1965-1967), gerente de produção da Estrela (1967-1969) e superintendente da Raymond Comércio e Indústria (1969-1979), cargo que exerceu simultaneamente ao de superintendente da Agroindustrial Fazendas Unidas. No período compreendido entre 1973 e 1982 iniciou experiências com o manejo sustentável de madeira na Floresta Amazônica, implantou a primeira destilaria de álcool e a primeira plantação extensiva de guaraná do Amazonas.
Atraído pela política ingressou no PMDB e em 1982 foi eleito deputado federal. Presidente do diretório regional da legenda (1984-1986) foi secretário-chefe da representação do Amazonas em Brasília por um breve período em 1986 durante o governo Gilberto Mestrinho, cargo do qual abdicou para eleger-se senador. Durante as três passagens de Amazonino Mendes pelo governo do estado foi Secretário de Desenvolvimento (1990) e Secretário de Assuntos Internacionais (1995-2000).
Seu filho primogênito, Paulo de Carli, elegeu-se vereador em Manaus em 2004 e 2008 e disputou, a eleição para o governo Amazonas pelo PDT em 2006 e foi presidente do diretório estadual do PRTB. Notabilizou-se por ter empreendido uma campanha estadual contra o nepotismo e a favor da implantação das Escolas de Tempo Integral, aprovando uma emenda a Lei Orgânica do município de Manaus, neste sentido.
Sua família também possui atuação política em Pernambuco estado onde seu tio Gileno de Carli (1959-1963) e seu primo João Carlos de Carli (1979-1987) foram deputados federais sendo que, graças à sua ascendência, Carlos Alberto de Carli possui cidadania italiana.